# Michel Deville (hockeyer)
Michel Deville (Antwerpen, 17 juli 1946) is een Belgisch voormalig hockeyer.

## Levensloop
Deville was actief bij Royal Herakles HC. In seizoen 1968-'69 werd hij verkozen tot Gouden Stick.
Daarnaast maakte hij deel uit van het Belgisch hockeyteam, waarmee hij onder meer deelnam aan de Olympische Zomerspelen van 1968 en 1972.